# Сапогов, Анатолий Александрович
Анатолий Александрович Сапогов (6 февраля 1929, Пенза, РСФСР — 16 мая 2016, Санкт-Петербург, РСФСР) — советский артист балета, педагог, заслуженный артист РСФСР (1960).

## Биография
В 1950 г. окончил Ленинградское хореографическое училище (педагог В. И. Пономарёв).
В 1949—1975 гг. — в Ленинградском театре оперы и балета им. Кирова.
Характерно-гротесковый танцовщик. Его отличал синтез классического и характерного танца. Наиболее полно раскрылся в партиях современного репертуара (Молодой цыган, Незнакомец, Африканец).

 «В полную силу талант танцовщика раскрылся в постановках Л. В. Якобсона и Ю. Н. Григоровича. Сапогов — Молодой цыган в «Каменном цветке» — свободный, полный внутреннего достоинства человек, раскрывающий в вихревом, порывистом танце свою вольную душу. Вдохновенный пророческий танец его Незнакомца в «Легенде о любви» пронизан трагической одержимостью. Выступая в роли Африканца в балете «Спартак», Сапогов передает потрясение души своего героя перед вынужденным убийством. Создавая центральный образ в балете «Шурале», он не повторил ни одного из своих предшественников по этой сложной и трудной роли». — 
. 
В 1969—1975 гг. преподавал характерный танец в Ленинградском хореографическом училище им. А. Я. Вагановой, в 1975—1989 гг. — преподаватель кафедры хореографии Высшей профсоюзной школы культуры.
Похоронен на Новом мурманском кладбище (левая сторона, сектор № 57).

## Театральные работы
Первый исполнитель партий:
- Африканец («Спартак», 1956, балетм. Л. В. Якобсон),
- Молодой цыган («Каменный цветок», 1957, балетм. Ю. Н. Григорович),
- «Сильнее смерти» («Хореографические миниатюры», 1958, балетм. Якобсон),
- Незнакомец («Легенда о любви», 1961, балетм. Григорович),
- Чудовище («Страна чудес» Шварца, 1967, балетм. Якобсон),
- Агамемнон («Орестея» Ю. Фалика, 1968, балетм. Г. Д. Алексидзе),
- Али («Горянка» М. Кажлаева, 1968, балетм. О. М. Виноградов),
- Клавдий («Гамлет» Н. Червинского, 1970, балетм. К. М. Сергеев).

Партии:
- Шурале, Нурали; Мако («Тропою грома»),
- Яго («Отелло»),
- Щелкунчик; Измаил («Гаянэ»),
- фея Карабос; Цыган («Испанские миниатюры»).

Исполнял характерные танцы в балетах «Лебединое озером, «Лауренсия», «Раймонда», «Дон Кихот».

## Награды и звания
Заслуженный артист РСФСР (28.12.1960). 